# Triuncina diaphragma
Triuncina diaphragma är en fjärilsart som beskrevs av Clayton Dissinger Mell 1958. Triuncina diaphragma ingår i släktet Triuncina och familjen silkesspinnare. Inga underarter finns listade i Catalogue of Life.